# Aulnay-sur-Marne
Aulnay-sur-Marne är en kommun i departementet Marne i regionen Grand Est (tidigare regionen Champagne-Ardenne) i nordöstra Frankrike. Kommunen ligger i kantonen Écury-sur-Coole som tillhör arrondissementet Châlons-en-Champagne. År 2022 hade Aulnay-sur-Marne 276 invånare.

## Befolkningsutveckling
Antalet invånare i kommunen Aulnay-sur-Marne
| Referens: INSEE |